# Mistr Lucemburského rodokmene
Mistr Lucemburského rodokmene (též Mistr Karlštejnské genealogie) byl dvorním malířem císaře Svaté říše římské Karla IV. Je označován podle svého nejvýznamnějšího díla, nástěnných maleb s postavami panovníků v císařském paláci na hradě Karlštejně.

## Dílo

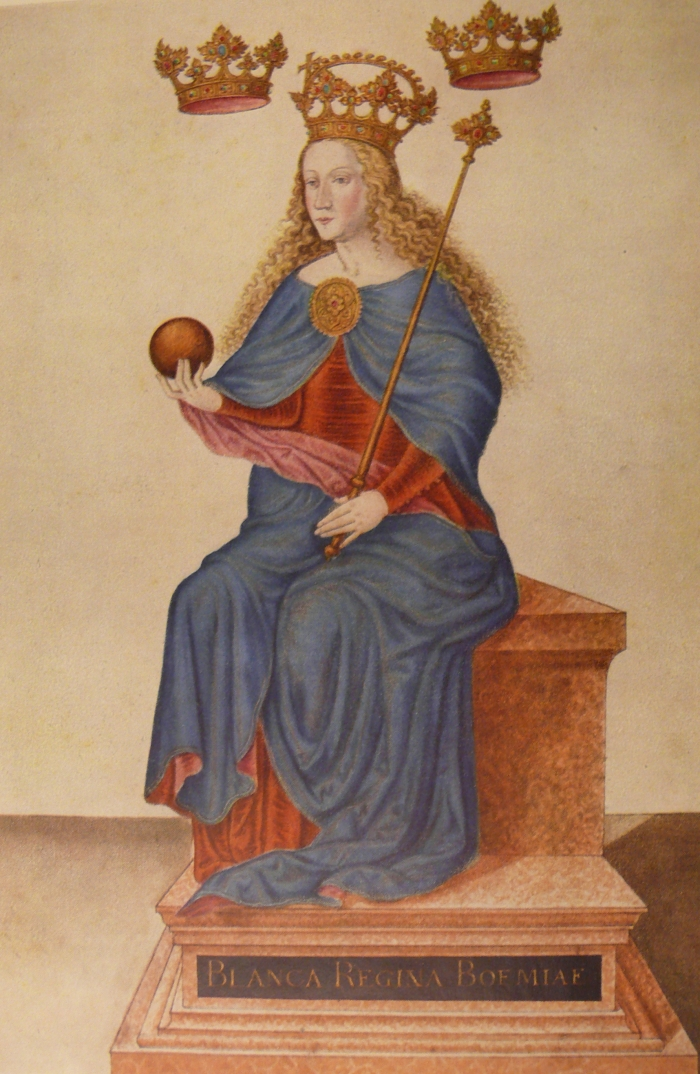
Codex Heidelbergensis: Blanka z Valois

Anonymní Mistr Lucemburského rodokmene přišel pravděpodobně z vlámské části Francie. Lucemburský rodokmen vznikal přibližně v letech 1355-1357, po Karlově návratu na Karlštejn z římské korunovace (5. dubna 1355). Nástěnné malby však byly zničeny při opravách Karlštejna na konci 16. století a zachovaly se jen v kopiích.
Tvorba Mistra Lucemburského rodokmene spadá do doby, kdy do filosoficko-náboženského vnímání světa proniká tendence k poznání skutečné reality postižitelné smysly a tato změna svůj odraz nachází i ve výtvarném projevu. První snahy o zachycení reálné podoby jsou známy z francouzských sochařských náhrobků (Jean Pépin de Huy, náhrobek hraběte Karla z Évreux, 1336, André Beauneveu, 1365). Za jeden z prvních malířských portrétů je považováno dílo anonyma z doby kolem roku 1350, který zachytil podobu francouzského krále Jana Dobrého. Přestože Mistr Rodokmene pracoval se vzorníkem základních typů figur, pohybových schémat, gest a tváří, je jeho umění plné nových invencí. Využíval zrakovou zkušenost, kterou překonával abstrahující linearismus předchozího období a pokoušel se o individualizaci figur. Patřil k evropsky významným průkopníkům nového naturalismu v portrétním umění. Jeho působení na pražském královském dvoře a na Karlštejně ovlivnilo další vývoj malířství, jehož pokračováním byl i soubor deskových obrazů Mistra Theodorika nebo nástěnné malby s poprsími zemských patronů a apoštolů, dílo neznámého mistra v kapli sv. Kateřiny.

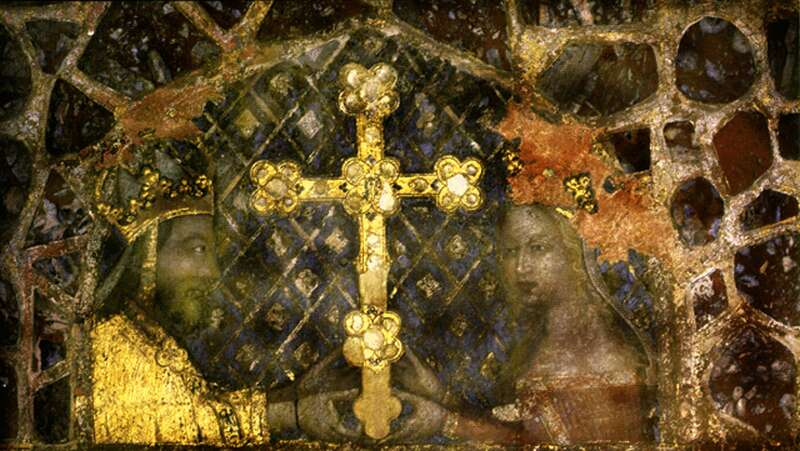
Karel IV. a Anna Svídnická

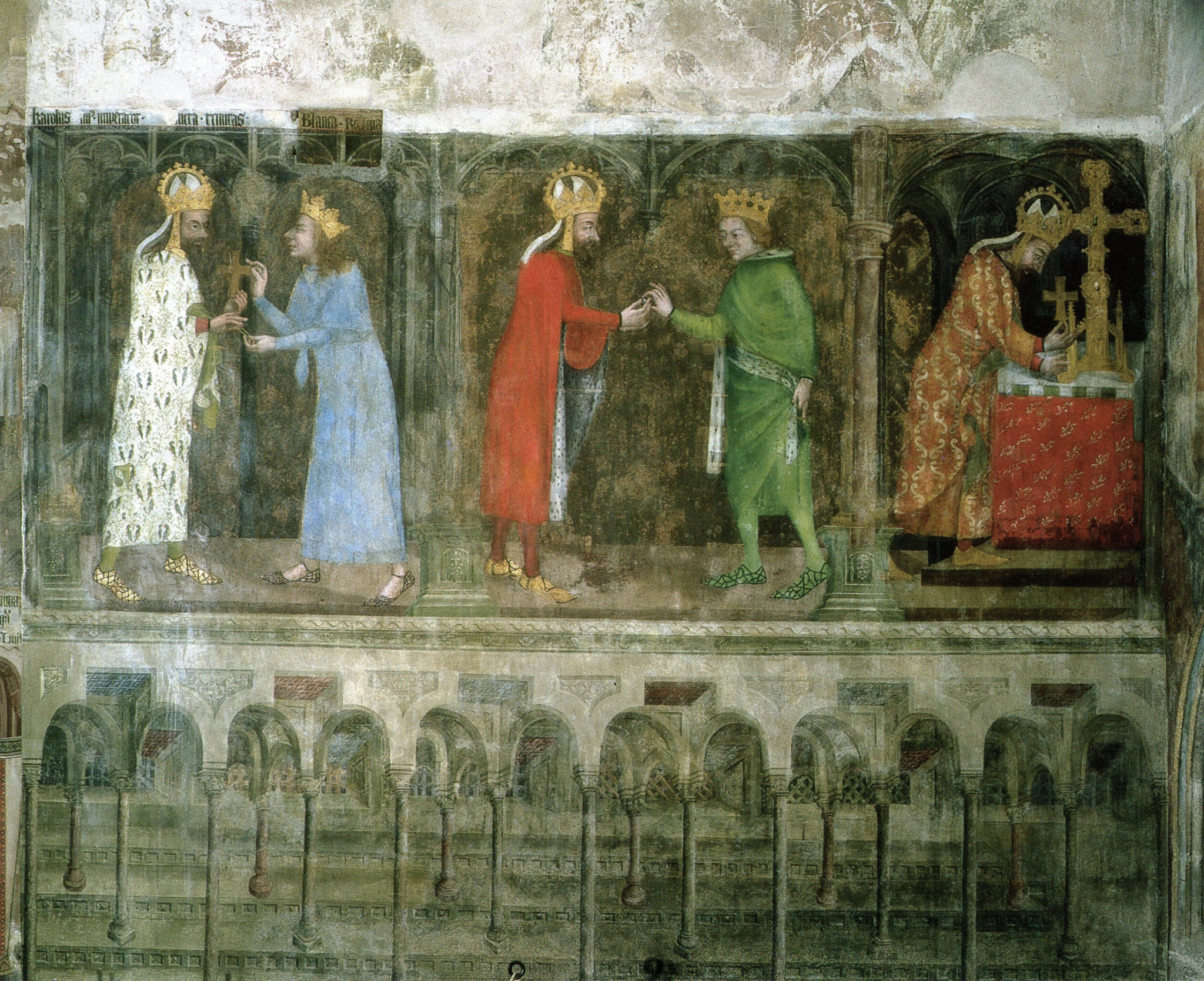
Ostatkové scény, Kaple P. Marie, Karlštejn

Historikové umění předpokládají, že Mistr Lucemburského rodokmene je rovněž autorem tzv. Ostatkových scén v kapli P. Marie a dvojportrétu Karla IV. a Anny Svídnické s ostatkovým křížem (Exaltatio crucis) na vstupní stěně císařovy soukromé oratoře (kaple sv. Kateřiny) na Karlštejně. Před rokem 1360 se zřejmě podílel i na počátečních návrzích výzdoby kaple sv. Kříže a jsou mu přisuzovány kresby na stěnách oltářního prostoru a rovněž výjev Klanění čtyřiadvaceti starců v západním okenním výklenku. Kresby na stěně kaple nejsou jen lineárními náčrty, ale tváře jsou modelovány zvýrazněním světel za pomoci křídy i prokreslenými stíny. 
O existenci Rodokmene existuje písemné svědectví brabantského kronikáře a vyslance Edmunda de Dyntera z roku 1445, který ho viděl při audienci u krále Václava IV., v díle "Chronica nobilissimorum ducum Lotharingiae, Brabantiae ac regum francorum". Václav IV. Edmundu de Dynterovi ukázal "sua genealogia" (vlastní rodokmen), který nechal zhotovit jeho otec Karel IV., dokládající přímou linii původu ke Karlu Velikému a přes něj až k Trójanům. Další doklad o malbách se nachází v tzv. "Relaci o opravě hradu Karlštejna" z roku 1597, kde je uvedeno, že "rod císaře Karla IV. byl vymalován v paláci" (velké síni druhého patra), kde staré omítky opadaly a musely být znovu "vápnem obvrženy a zdynchovány".
Mezi lety 1569-1575 byly pořízeny renesanční kopie Rodokmene. Ty se zachovaly ve dvou knižních vydáních. První z nich, kodex bývalé dvorní knihovny ve Vídni, věnovaný roku 1571 císaři Maxmiliánu II., je uložen v Österreichische Nationalbibliotek ve Vídni. Vytvořil ho český inženýr Matouš Ptáček-Ornys z Lindperka jako podklad pro obnovu poničených maleb a při rekonstrukci použil částečně i starý dílenský vzorník z let 1370-1390.  Druhý, tzv. Heidelberský kodex ("Codex-Heidelbergensis") z let 1574-1575, byl zakoupen roku 1933 pro Národní galerii v Praze. Obě vydání jsou téměř totožná a zobrazují celkem 56 postav a také tzv. "Ostatkové scény" z kaple Panny Marie na Karlštejně, které jsou důležitým vodítkem pro historiky umění. Kopie nezachytily obvyklou gotickou architekturu (malované arkády), která byla patrně součástí nástěnných maleb. Místo toho figury panovníků stojí či sedí na renesančních soklech s nápisy. Malířsky věrné podoby Karla IV. a jeho protějšků v ostatkových scénách, které lze porovnat s dochovanými nástěnnými malbami, však dosvědčují vysokou míru spolehlivosti a autenticity kopií postav.
Postavami Rodokmene se zřejmě inspirovali i tvůrci miniatur Emauzské latinské bible a Bible písaře Mikuláše. Podle některých dochovaných maleb Emauzského cyklu, kde se nalézají typy tváří shodné s podobami postav z Heidelberského kodexu, je pravděpodobné, že Mistr Lucemburského rodokmene nebo jeho dílna se podíleli také na výzdobě křížové chodby kláštera Na Slovanech.
Mistra Lucemburského rodokmene ztotožnil A. Friedl s Mikulášem Wurmserem ze Štrasburku, ale některá novější literatura se s tímto názorem neshoduje a používá důsledně neutrální označení Mistr Lucemburského rodokmene, nebo Mistr Rodokmene.

### Postavy Rodokmene
Jména a tituly postav se dochovaly v opisu zvaném "Linea Caroli IV." V Heidelberském kodexu, který má 56 vyobrazení, včetně tzv. "Ostatkových scén" z kaple P. Marie, kopista nemusel zachytit všechny figury původního Lucemburského rodokmene. Rozdělení Rodokmene vychází z Augustinova pojetí čtyř věků - biblického, antického, křesťanského a doby po posledním soudu.
V první skupině postav jsou vedle praotce Noe (duchovně zastupujícího Krista) vyobrazeni bibličtí patriarchové Chám, Chus (Kúš) a Nembrot. Následovali antičtí hrdinové a bohové Bélus, Ninus, Saturnus, Jupiter, Dardanus, Herictonius, Ylus a Martomirus a trojský král Priamus. Po něm Pharimundus (Faramundus), Clodius (Chlodvík I.), Meromungus (Merovech) a Hildericus (Childerich I.) - zakladatelé franské dynastie Merovejců. Následuje sálská dynastie a Cylpericus, Lotharius Magnus (Lothar I. Francouzský). Linie Pipinů začíná fiktivním dvojportrétem Blisthildis (Bilichilde) a Ansberta, po nich Sancta Boda, Pypinus (Pipin II. Prostřední), Pipinus mladší (Pipin III. Krátký), Carolus (Karloman Východofranský) a Carolus Magnus (Karel Veliký).
Po Karlu Velikém následuje první východofranský král Ludowicus (Ludvík II. Němec) a zakladatel západofranské říše Carolus Calvus (Karel II. Holý), dále Ludowicus Balbus (Ludvík I. Pobožný), Gerberga a Lambertus vousatý (cum barba), Gottfried, a zakladatel otonské dynastie Heinricus (Jindřich I. Ptáčník) s manželkou Mathildou (Matylda z Ringelheimu). V posloupnosti jsou uvedeni brabantští vévodové, kteří tvořili spojovací linii k Lucemburkům (Jan I. Brabantský a jeho předci). Lucemburské portréty začínají Jindřichem VII. Následují Jan Lucemburský, Eliška Přemyslovna, Karel IV. (3 x) a Blanka z Valois. Karel IV. vystupoval okázale jako nejvyšší vladař křesťanského světa, ve vlastním pojetí tedy i "úřadující Kristus na zemi"

### Význam Rodokmene pro Karla IV.
Sestavení genealogie sloužilo k prokázání nároku Karla IV. na císařskou korunu a v tomto ohledu nebyl mezi evropskými panovnickými rody výjimkou. Do Prahy povolal italského kněze a cestovatele Giovanni di Marignollu a pověřil ho sepsáním kroniky, v níž české dějiny zasadí do kontextu dějin světových. Marignollova kronika časově souvisí s koncepcí Rodokmenu. Karla IV. zřejmě ovlivnil i jeho prastrýc, arcibiskup trevírský a kurfiřt Balduin, který podobným způsobem dokládal nárok na císařskou korunu pro svého bratra Jindřicha VII. Císařský majestát, dosažený za pomoci papeže, považoval Karel IV. za potřebné obhájit také v očích německých feudálů, kteří mu nebyli nakloněni. Františkán William Ockham ho tehdy označoval za popského krále (pfaffenkönig) a Karel IV. se chtěl vrátit k pojetí Svaté říše římské z dob jejích počátků.
Karel IV. dal po svém návratu z římské korunovační cesty vyzdobit také velký sál Pražského hradu galerií deskových obrazů s postavami vládců čtyř známých středověkých monarchií a římských a cařihradských císařů. Celkově se mohlo jednat až o 120 obrazů, které se nedochovaly.

### Následovníci
- Mistr Theodorik
- Mistr Emauzského cyklu
- Mistr Antifonáře z Vorau
- Náčrtník z Erlangen (60. léta 14. stol.), Universitätsbibliothek Erlangen